# 洋墩乡
洋墩乡是中国福建省南平市顺昌县下辖的一个乡。

## 行政区划
洋墩乡共辖10个行政村，分别是：
洋墩村、路马头村、蔡坑村、秀溪村、田溪村、郭源村、洋坑村、均仓村、江村和连墩村。